# Churchs Ferry
Churchs Ferry é uma cidade localizada no estado norte-americano de Dacota do Norte, no Condado de Ramsey.

## Demografia
Segundo o censo norte-americano de 2000, a sua população era de 77 habitantes.
Em 2006, foi estimada uma população de 71, um decréscimo de 6 (-7.8%).

## Geografia
De acordo com o United States Census Bureau tem uma área de
1,1 km², dos quais 1,1 km² cobertos por terra e 0,0 km² cobertos por água. Churchs Ferry localiza-se a aproximadamente 442 m acima do nível do mar.

## Localidades na vizinhança
O diagrama seguinte representa as localidades num raio de 28 km ao redor de Churchs Ferry.